# スロバキア民衆蜂起

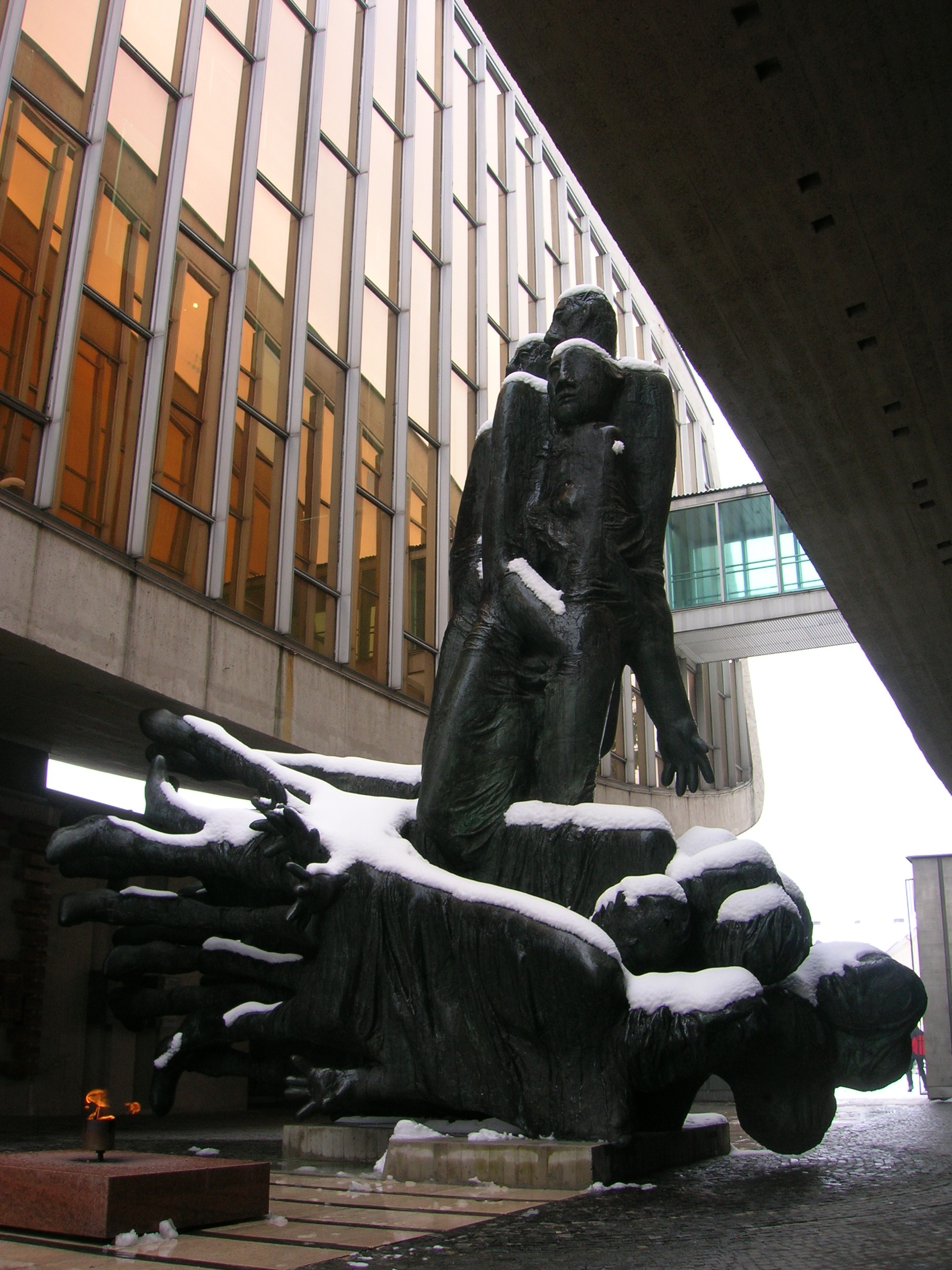
バンスカー・ビストリツァのスロバキア民衆蜂起記念碑

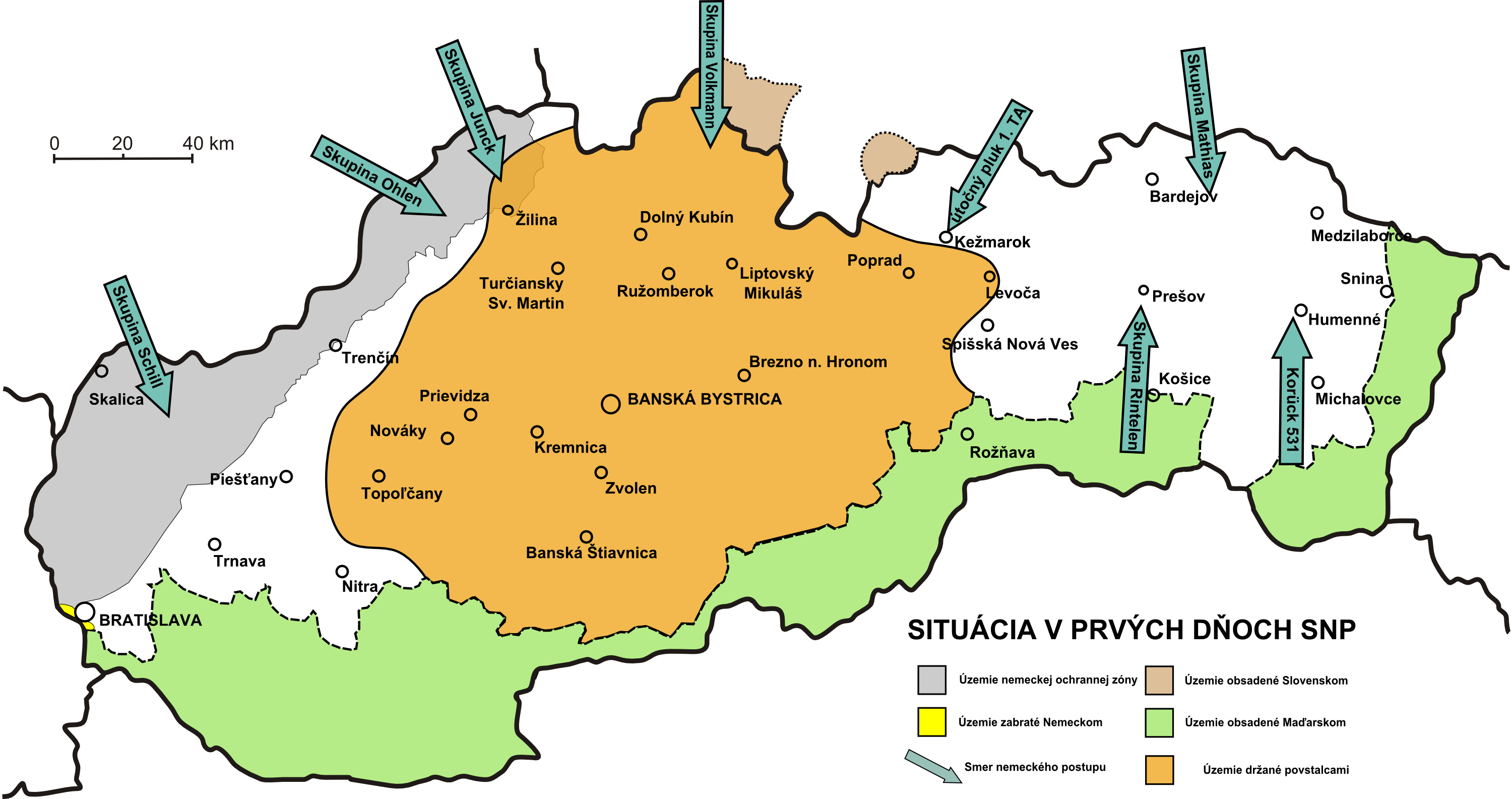
蜂起1日目の戦況図。中央の黄色の範囲が蜂起軍占領域で、矢印はドイツ国防軍の侵攻方向

スロバキア民衆蜂起（スロバキアみんしゅうほうき、スロバキア語: Slovenské národné povstanie）は、第二次世界大戦中にスロバキア共和国の軍や民衆がナチス・ドイツの支配に対し起こした武装闘争である。スロバキア国民蜂起またはスロバキア民族蜂起とも。1944年8月29日に、ヨゼフ・ティソによるドイツ傀儡政権を倒しチェコスロバキア共和国を再建することを目的に、中部スロバキアのバンスカー・ビストリツァで勃発した。蜂起軍はドイツ国防軍に制圧されたものの、その後もソ連軍による1945年のスロバキア解放までゲリラ戦が続けられた。
民衆蜂起は戦後、大戦中におけるスロバキア人のレジスタンス運動の象徴とされ、さまざまな派閥が自らの功績を主張した。のちのチェコスロバキア共産党政権は、スロバキア共産党が主体となった闘争だったと総括したが、実際にはスロバキア軍の将校や兵士、スロバキア共産党パルチザン、宗教関係者などを含む、国内のあらゆる階層の反ナチス政治集団がそれぞれ戦闘や支援活動に参加していた。ただし、核となる組織や戦力がなかったため、スロバキア全土の反乱闘争には発展しなかった。

## 背景
ロンドンのチェコスロバキア亡命政府指導者エドヴァルド・ベネシュは、1943年からスロバキア軍の反体制分子との連絡を取り始め、一斉蜂起に向けた準備に着手した。同年12月には亡命政府およびチェコスロバキア民主党、チェコスロバキア共産党およびスロバキア共産党、スロバキア軍の反体制分子が、地下組織のスロバキア国家評議会を結成してクリスマス協定に署名し、戦後ただちにベネシュを首班としてチェコスロバキア共和国を再建することを約束した。
スロバキア軍部隊による蜂起軍は1944年3月、スロバキア軍参謀総長ヤン・ゴリアン中佐の指揮のもと、中部から東部にかけての拠点に資金や弾薬などを備蓄した。蜂起に備えて秘密裏に組織した部隊は「チェコスロバキア内務軍」「第一チェコスロバキア軍」を自称。またスロバキア兵士約3200人が、パルチザンやソ連軍に合流した。
1944年夏、パルチザンはスロバキア北西部の山間部を中心に、占領ドイツ国防軍に対する攻撃を強化。同年7月にはポーランドのソ連軍部隊およびポーランド赤軍がスロバキアに向けて進軍を開始し、同年8月までにスロバキア東北部の国境40km地点にあるクロスノに達した。この間、スロバキア空軍東部軍管区部隊を含む蜂起軍の主力部隊は、極秘裏にプレショフへ移動した。
この時点では以下の2つの作戦案が考えられていた。主力部隊の参謀長を務めるヴィリアム・タルスキー大佐は、スロバキア国家評議会および蜂起軍司令部に対し、状況に応じて2つの案のどちらかに従って蜂起することで合意していた。
1. イワン・コーネフ指揮下のソ連軍第1ウクライナ方面軍到着を待ち、ポーランドとスロバキアを結ぶ要衝のドゥクラ峠を確保したのち戦闘を開始する。
2. 蜂起軍ヤン・ゴリアン司令官の指令に基づきただちにドイツ国防軍への攻撃を開始し、ソ連軍が到着するまで国内での戦闘を継続する。

こうした中、1944年8月27日、キエフ（ウクライナ）のソ連パルチザン司令部指揮下のパルチザン部隊が、政変で連合国側についたルーマニアに侵攻する途中だったドイツ国防軍部隊を北西部のマルチンで襲撃。ドイツ国防軍兵士30人を殺害した。このためドイツ国防軍は反乱鎮圧を目的に翌日からスロバキア共和国全土の占領を開始し、スロバキア国防大臣のフェルディナンド・チャトロシュ将軍は8月29日午後7時、国営放送でドイツ国防軍のスロバキア占領を発表した。
この発表を受けて蜂起軍司令部はただちに武装蜂起の暗号指令を蜂起軍全軍に送った。しかし主力部隊はタルスキー参謀長が行動を起こさず、翌8月30日に空軍部隊に対してソ連軍との合流地点としていたポーランドへの飛行を禁止した。同日午後には部隊は戦闘を行わないまま武装解除され、蜂起は中心となる戦力を欠いたまま始まることになった。

## 参加兵力
参加した戦闘員の数については正確には分かっていない。蜂起軍には当初兵士約1万8000人が加わっていたが、1944年9月9日には4万7000人に増加。のちに30カ国から1万8000人が加わって6万人規模となった。スロバキア軍兵士のほか、ソ連パルチザンに合流したフランス人パルチザン、特殊作戦執行部（SOE）、米軍戦略諜報局（OSS）の隊員などで構成されていた。
一方保有兵器については、蜂起時の主力部隊の脱落により、空軍のわずかな旧式の複葉機や急造の装甲列車程度しか持たない貧弱な状況だった。蜂起軍にはソ連軍が支援したほか、米軍も10月7日に戦略諜報局員を乗せたB-17をバンスカー・ビストリツァ南方約10キロのトリ・ドゥビ空港（現・スリアチュ空港）に派遣し、補給物資を提供した。

## 経過

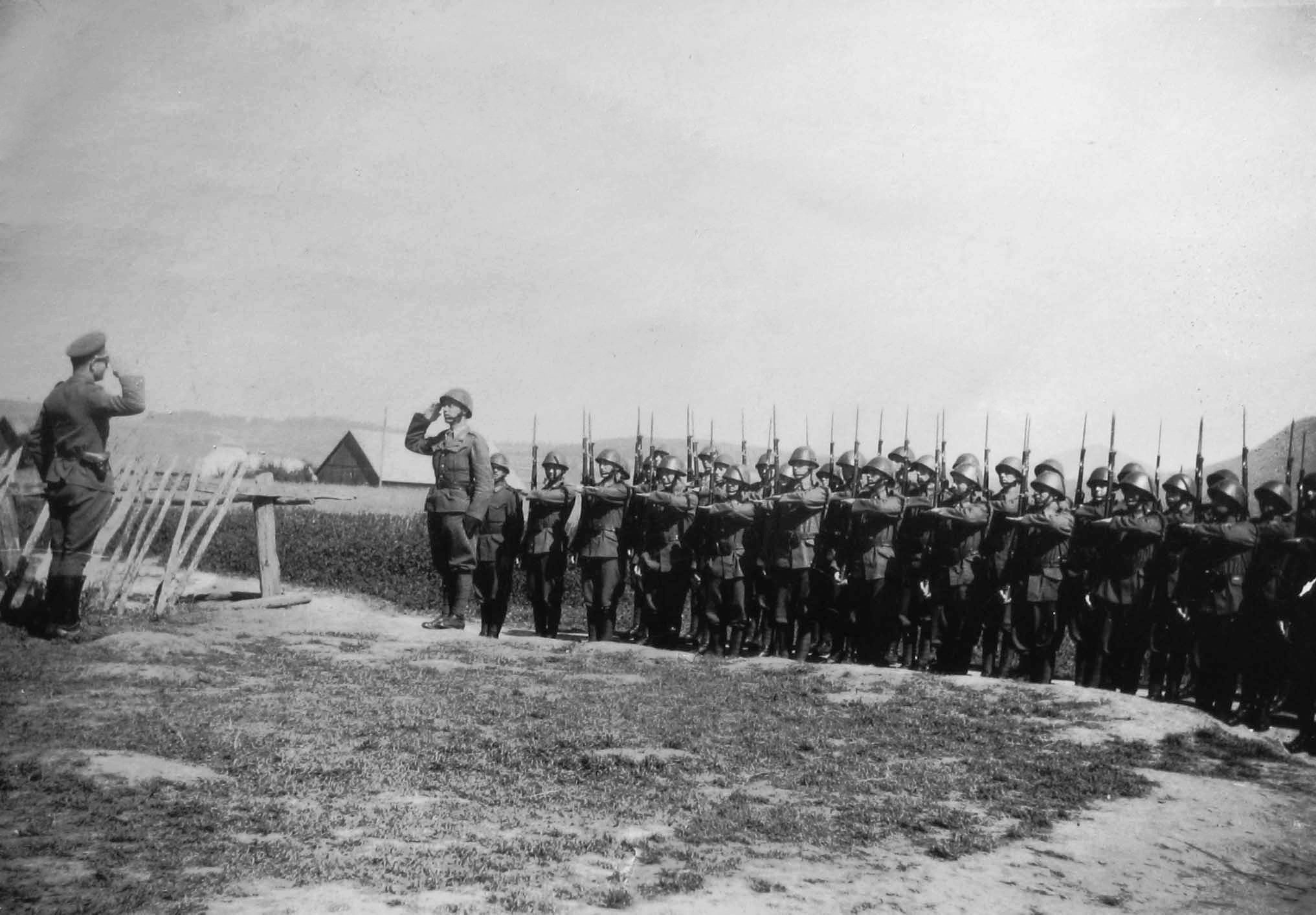
蜂起軍に参加したスロバキア共和国軍第18対空砲兵中隊（1944年秋）

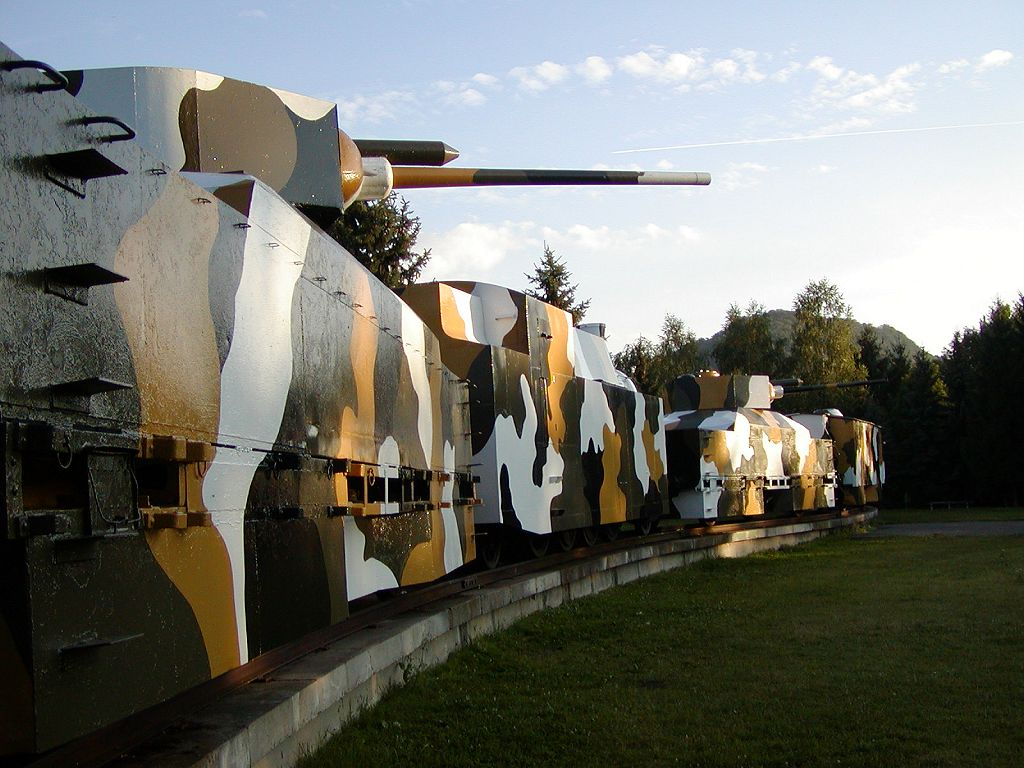
ズヴォレンに保存されている装甲列車「フルバン」

### 蜂起開始
ヤン・ゴリアン司令官の指令を受けて、蜂起軍は8月29日午後8時に蜂起を開始。翌8月30日にはバンスカー・ビストリツァに入り、蜂起軍司令部を置いた。一方ドイツ国防軍は8月31日、東部軍管区のスロバキア軍を武装解除した。逃走してソ連パルチザンに合流したり自宅に戻った兵士がいた一方、多くの兵士が収容所に送られた。
9月5日、ヤン・ゴリアンは全蜂起軍の総司令官となり、中部軍管区のスロバキア軍兵士4万7000人を蜂起軍部隊に動員した。当初は約2週間持ちこたえてソ連軍の到着を待つ予定だった。蜂起軍は9月10日までにスロバキア中部から東部にかけての広い範囲を勢力下に置き、域内の2つの飛行場ではソ連空軍機の飛行が始まった。

### 蜂起軍の失速
親独政権のティソは、蜂起開始後も依然としてブラチスラヴァで権力を掌握していた。ドイツ国防軍は蜂起軍鎮圧のために4万人のナチス親衛隊を動員し、ソ連軍の侵入ルートを確保しようとしていた蜂起軍2個師団の兵士2万人を制圧して武装解除した。
亡命政府のベネシュは、蜂起前の1943年12月、蜂起に対するソ連の支援をとりつけるためにモスクワを訪問し、スターリンやモロトフと会談していたが、蜂起がポーランドのワルシャワ蜂起と重なったことから、蜂起開始に合わせたソ連軍の軍事支援は行われず、しかもソ連パルチザン司令部は蜂起軍に対して優位な立場を確保するために、蜂起軍司令部の頭越しに直接前線のパルチザン部隊への司令を続けた。またソ連パルチザンは、蜂起軍が備蓄していた武器、弾薬を放出させたほか、ソ連が蜂起軍支援のために投入した兵器の大半を接収し、スロバキア側にはほとんど渡さなかった。
9月8日、ソ連軍はスロバキアとポーランドの国境にあるドゥクラ峠制圧作戦（カルパティア・ドゥクラ作戦）を開始し、カルパティア山脈の山中からドイツ国防軍を攻撃した。戦闘は10月28日まで約2カ月間にわたって続いたが、ソ連側の死者が2万1000人に達する大きな犠牲を払っただけで終わり、峠を制圧することができなかった。ソ連軍が夏季に大規模なバグラチオン作戦を実施した直後だったことやワルシャワ蜂起失敗などが要因として重なり、作戦は失敗した。
このころになると、亡命政府のベネシュ、ソ連パルチザン、スロバキア国内の各集団が主導権を巡る争いをはじめていた。ベネシュは蜂起前と同じく主導的立場を取ろうとしたが、蜂起軍総司令官のゴリアンはいずれの集団にも組しなかった。この混乱の中、亡命政府国防大臣を務めた元チェコスロバキア軍将軍のルドルフ・ヴィエストがスロバキアに帰国して蜂起軍に合流したため、ゴリアンは総司令官をヴィエストに譲って自らは副司令官に就任した。ヴィエストは10月7日に部隊を掌握したが、各集団の思惑に阻まれ、蜂起軍全体の戦況を十分に把握できる立場にはなかった。
また9月17日には、ズヴォレン郡スリアチュ町のトリ・ドゥビ空港に米軍戦略諜報局のジェームズ・ホルトグリーン中尉が乗ったB-17爆撃機2機が、翌日には英軍特別作戦部のジョン・セーマー少佐が乗った英軍機が飛来した。2人は西部戦線の連合国軍に対し、蜂起軍の形勢が悪化しているのではないかという懸念を裏付ける報告を行った。

### ドイツ国防軍の反撃
ドイツ国防軍は9月19日、蜂起軍鎮圧作戦の指揮官を交代させた。この時点で作戦に加わっているドイツ国防軍部隊の兵力は、武装親衛隊の4個師団を含む8個師団4万8000人で構成され、うち1個師団は親ナチスのスロバキア人部隊であった。一方蜂起軍は10月1日、連合国側から連合国軍部隊としての承認を受けることを期待し、チェコとスロバキアの再統一を目指す意図を込めて部隊名を「在スロバキア第1チェコスロバキア軍団」と改名した。
ドイツ国防軍はハンガリー駐屯部隊の3万5000人を動員し、10月17日から10月18日にかけて蜂起軍への総攻撃を開始した。このときスターリンは、ウクライナ東部のソ連軍第2ウクライナ方面軍に対し、ドイツ国防軍の防衛が手薄となったハンガリーに転進するよう命令。スターリンの関心がスロバキアやチェコからハンガリー、オーストリア、ポーランドに移ったため、スロバキア方面におけるソ連軍は10月後半にすべての作戦を停止した。このためドイツ国防軍は10月末までに蜂起軍勢力圏の大半を取り戻し、蜂起軍を包囲した。この間の戦闘で双方に少なくとも1万人の死傷者が出た。
追いつめられた蜂起軍は10月27日、バンスカー・ビストリツァから撤退した。蜂起軍に加わっていた英軍特別作戦部員および米軍戦略諜報局員も蜂起軍と行動を共にした。蜂起軍は戦術をゲリラ戦に転換することになり、司令官のヴィエストは10月28日、ロンドンの亡命政府に対して蜂起の終結を報告した。
10月30日、ドイツ国防軍とスロバキア共和国政府はバンスカー・ビストリツァで蜂起鎮圧の祝賀会を開き、ティソは鎮圧に功績があったドイツ国防軍兵士に勲章を授与した。ティソのこの行為については、ドイツ国防軍に捕らえられ強制収容所に送られた蜂起軍兵士の処刑阻止やドイツ国防軍によるスロバキアの主要3都市爆撃阻止の狙いがあったのではないかとする説もある。

## 蜂起の終結とその後

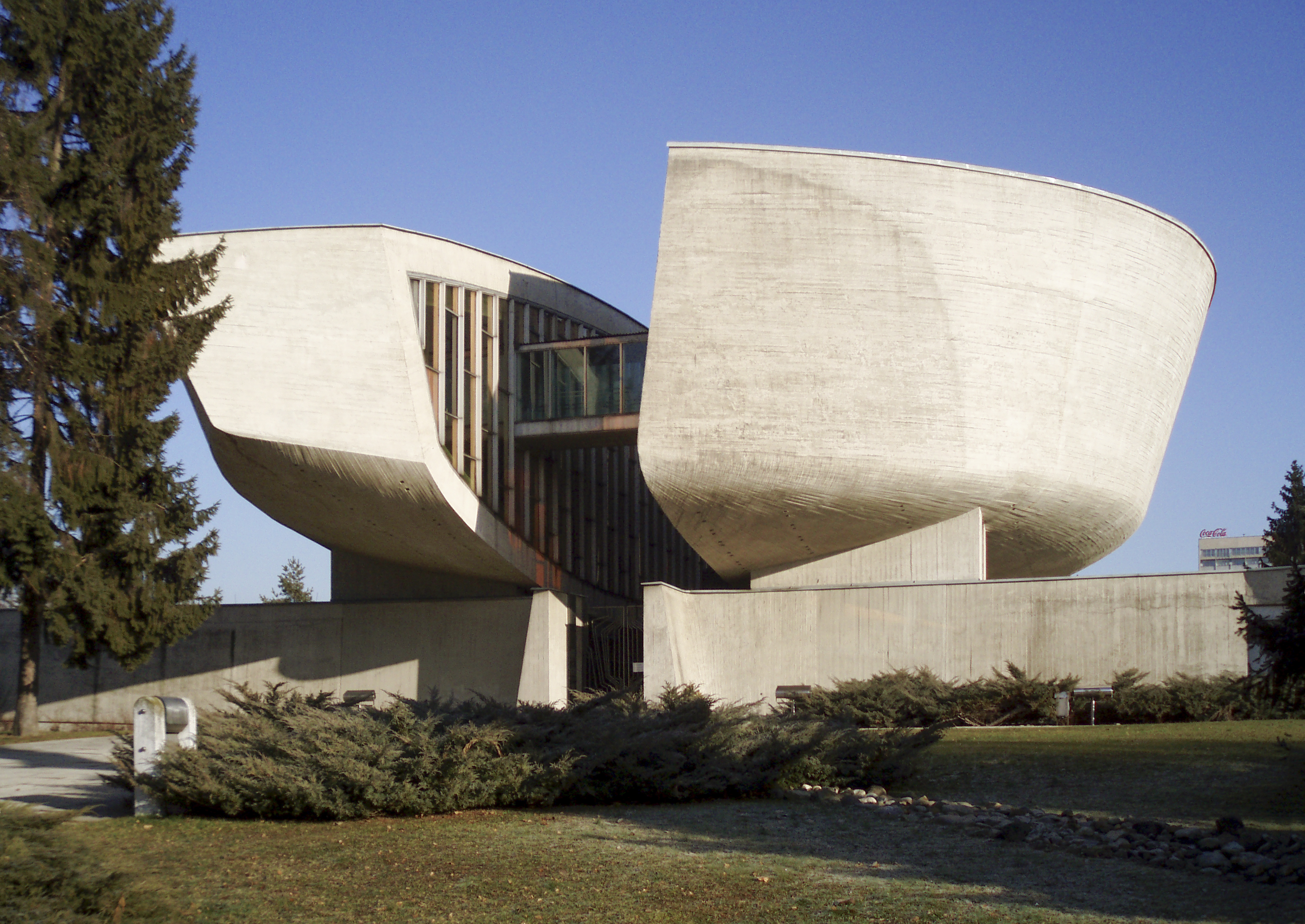
バンスカー・ビストリツァのSNP博物館

蜂起軍部隊とパルチザンは、カルパティア山脈の山中に籠もって抵抗活動を続けた。ドイツ国防軍は報復として、蜂起軍を支援した容疑で多くのスロバキア人を処刑し、93村を破壊した。その後の調査によると、ドイツ国防軍の報復行為による死者はスロバキア人住民、ユダヤ人、ロマ人およびパルチザンの合わせて5304人に上り、処刑者を埋葬した共同墓地が211カ所で発見されている。
このうちフロン県（現・バンスカー・ビストリツァ県）内のバンスカー・ビストリツァ郡クレムニチュカ村（現・バンスカー・ビストリツァ市クレムニチュカ街区）では747人（うち女性211人、6歳から14歳までの子供58人）が、ブレズノ・ナド・フロン郡（現ブレズノ郡）ネメツカー村では約400人（または800～900人）が処刑された。ネメツカー村ではドイツ国防軍の特殊部隊によって村民の遺体が村の石灰窯で焼却処分されたため、正確な犠牲者の数は現在も不明である。
ドイツ国防軍は11月3日、蜂起軍司令部のゴリアンとヴィエストをバンスカー・ビストリツァ東方約15キロのブレズノ・ナド・フロン郡ポフロンスキー・ブコベッツ村で逮捕。尋問したあと銃殺刑に処した。蜂起軍に同行した英軍特別作戦部と米軍戦略諜報局の隊員は合流し、連合国軍に対して早急な支援を求めたが、ドイツ国防軍は12月25日に隊員たちを逮捕。数人を即決裁判で処刑したほか、残りの隊員を拷問や処刑が行われていたマウトハウゼン強制収容所に連行した。
スロバキアにおけるドイツ国防軍の蜂起鎮圧は、スロバキアの親独政権の崩壊をわずかに先送りしただけに終わった。ソ連軍および新たにドイツに宣戦布告したルーマニア軍は、チェコスロバキア国内のドイツ国防軍への攻撃を開始し1944年12月までにスロバキア南部からドイツ軍を駆逐した。さらに1945年1月19日、ソ連軍はスロバキア東部のバルジェヨウ、スヴィドニーク、プレショウ、コシツェを制圧するとともに、同年3月3日から3月5日にかけてスロバキア北西部を制圧した。3月25日にはバンスカー・ビストリツァを、4月4日にはブラチスラヴァを制圧し解放した。スロバキア共和国政府はオーストリアへ亡命したが、5月8日に米軍に降伏し消滅した。
スロバキア民衆蜂起は、欧州東部戦線を後方から支えていたチェコスロバキア国内のドイツ国防軍部隊に大打撃を与えてより早くチェコスロバキアを占領状態から解放することが可能な闘争だったが、蜂起時期の悪さや蜂起軍への妨害ともいえるソ連パルチザンの非協力的態度によって、当初目論んでいた軍事的目標を達成することができなかった。蜂起軍の攻撃、ドイツ国防軍の反撃およびその占領によって、スロバキアの国土の大半が荒廃した。
戦後のスロバキアでは、ブラチスラヴァ市のドナウ川に建設した斜張橋をスロバキア国民蜂起橋（Most SNP、1972年供用開始）と命名するなど、各地に蜂起を記念した公園や記念碑などが設けられている。また蜂起軍司令部が置かれたバンスカー・ビストリツァにはSNP博物館があって研究活動を行っているほか、連邦制解消後の1993年以降、蜂起が始まった8月29日を国家の祝日（Štátne sviatky）である「スロバキア国民蜂起記念日」（Výročie Slovenského národného povstania）と定めている。